# Houcun
Houcun (kinesiska: 后村镇, 后村) är en köping i Kina. Den ligger i provinsen Shandong, i den östra delen av landet, omkring 250 kilometer sydost om provinshuvudstaden Jinan. Antalet invånare är 53533. Befolkningen består av 26 632 kvinnor och 26 901 män. Barn under 15 år utgör 14,0 %, vuxna 15-64 år 72 %, och äldre över 65 år 12,0 %.
Genomsnittlig årsnederbörd är 978 millimeter. Den regnigaste månaden är juli, med i genomsnitt 292 mm nederbörd, och den torraste är januari, med 9 mm nederbörd.